# سوولاکی (آلبوم)
سوولاکی (به انگلیسی: Souvlaki) دومین آلبوم استودیویی از گروهٔ موسیقی راک انگلیسی اسلودایو می‌باشد. این آلبوم در سال ۱۹۹۲ ضبط و در ۱ ژوئن سال ۱۹۹۳ از سوی کریشن رکوردز منتشر گردید.
زمانی که سوولاکی برای اولین بار عرضه شد در جدول آلبوم‌های بریتانیا به رتبهٔ ۵۱ دست یافت و بازخوردی سرد و نه‌چندان مثبت از سوی منتقدان مواجه شد. با این حال، با گذشت زمان، منتقدان نگاه تازه‌ای به آن پیدا کردند و اکنون از این آلبوم به‌عنوان یکی از آثار کلاسیک شوگیز یاد می‌شود.